# Diplotaxodon ecclesi
Diplotaxodon ecclesi és una espècie de peix de la família dels cíclids i de l'ordre dels perciformes.

## Morfologia
- Els mascles poden assolir 14,6 cm de longitud total.[3][4]

## Alimentació
Menja, principalment, Engraulicypris sardella.

## Hàbitat
Viu en zones de clima tropical fins als 80 m de fondària.

## Distribució geogràfica
Es troba a Àfrica: llac Malawi.